# El Dovio
El Dovio è un comune della Colombia facente parte del dipartimento di Valle del Cauca.
L'abitato venne fondato da Benjamín Perea nel 1936, mentre l'istituzione del comune è del 1956.